# پارک ملی گورایا
پارک ملی گورایا (عربی: الحدیقة الوطنیة قورایا) یکی از پارک‌های ملی ساحلی الجزایر است که در استان بجایه، نزدیک حرم سیدی تواتی واقع شده‌است.

## تاریخ
این پارک در سال ۱۹۸۴ به پارک ملی الجزایر تبدیل شد و در سال ۲۰۰۴ به عنوان ذخیره‌گاه زیست‌کره در یونسکو شناخته شده‌است.

## شرح
این پارک نام خود را مدیون کوه گورایا (بلندا ۶۶۰ متر) است که در این پارک جای گرفته‌است. ارتفاع زمین در پارک بین -۱۳۵ متر و ۶۶۰ متر نوسان می‌کند. یک دریاچه به نام مزایا نیز وجود دارد.
این پارک در محدوده کالکارو-دولومیتی واقع شده‌است.
این پارک در شمال شرقی بجایه و نزدیک به شهر واقع شده‌است. این پارک شامل ساحل‌ها و صخره‌های بسیاری است که به مقصد خوبی برای شنا تبدیل شده‌است.

## جمعیت
جمعیت همیشگی پارک ملی گورایا برابر است با ۱۶۵۵ نفر که در ۱۳ روستا زندگی می‌کنند.

## حیات وحش

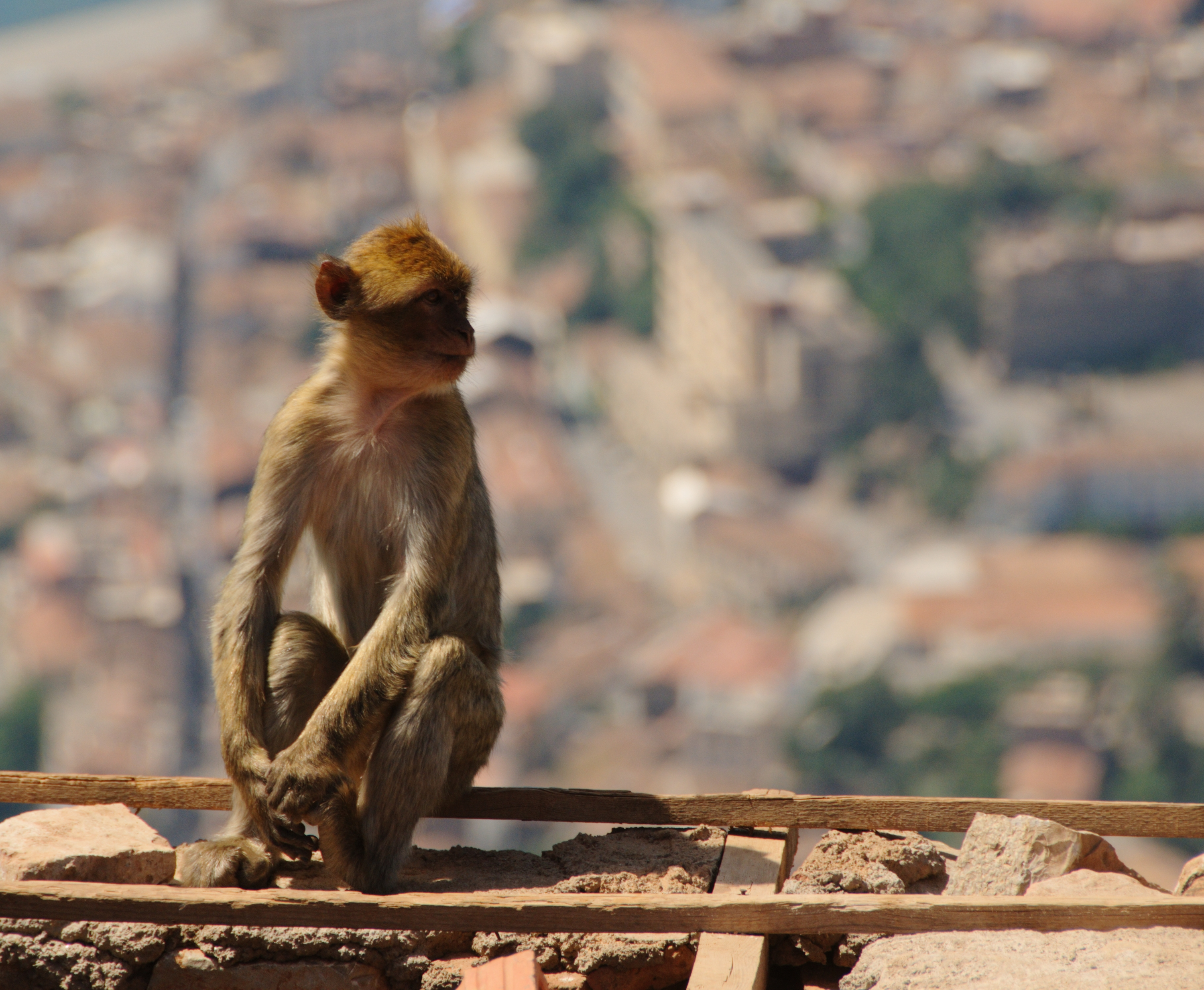
یک میمون بربری در یما گورایا.

این پارک گستره وسیعی از گیاهان و جانوران از جمله میمون بربری و شغال را در جنگل‌های خود جای داده‌است. میمون بربری یک نخستی‌سان است که در مناطقی از شمال غربی شمال آفریقا و به‌طور جداگانه در جبل الطارق دامنه بسیار محدودی دارد.
در سال ۲۰۱۱ مؤسسه ملی تحقیقات زراعی فرانسه یک مطالعه فیتوسوسیولوژی را رهبری کرد که نتیجه گرفت ۷ گروه پوشش گیاهی متعلق به ۴ کلاس فیتوسوسیولوژی وجود دارد:
- Quercetea ilicis یوزیاس براون- بلانکه (۱۹۴۷)
- Querco-Fagetea براون- بلانکه و Vlieg (1937)
- Crithmo-limonielea براون- بلانکه (۱۹۴۷)
- Asplenietea rupestris (H.M) براون- بلانکه (۱۹۳۴)

جانوران محافظت شده
- خار درخت (Euphorbia dendroides)
- ارس خاردار (Juniperus oxycedrus)

حیوانات در معرض خطر انقراض
- میمون بربری (Maccaca sylvanus)
- شغال (Canis aureus algeriensis)
- گربه‌وحشی اروپایی (Felis silvestris)
- خارپشت الجزایری (Erinaceus algirus)

پستانداران دریایی با اهمیت ملی
- نهنگ عنبر (Physeter macrocephalus)
- دلفین معمولی کوتاه‌نوک (Delphinus delphis)
- دلفین پوزه‌بطری (Tursiops truncatus)
- گرازماهی بندر (Phocoena phocoena)

## نگارخانه

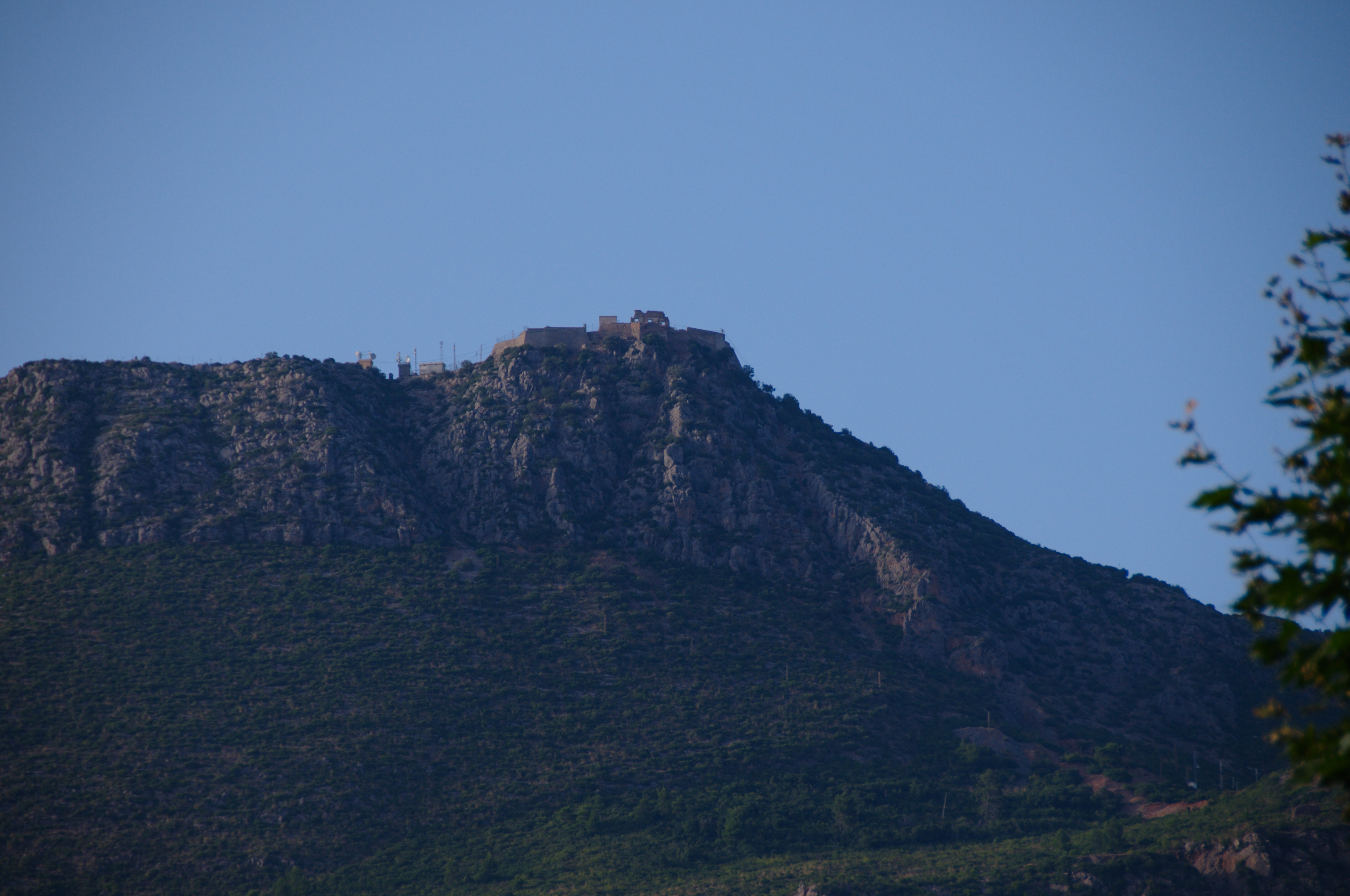
یما گورایا، کنار بجایه.
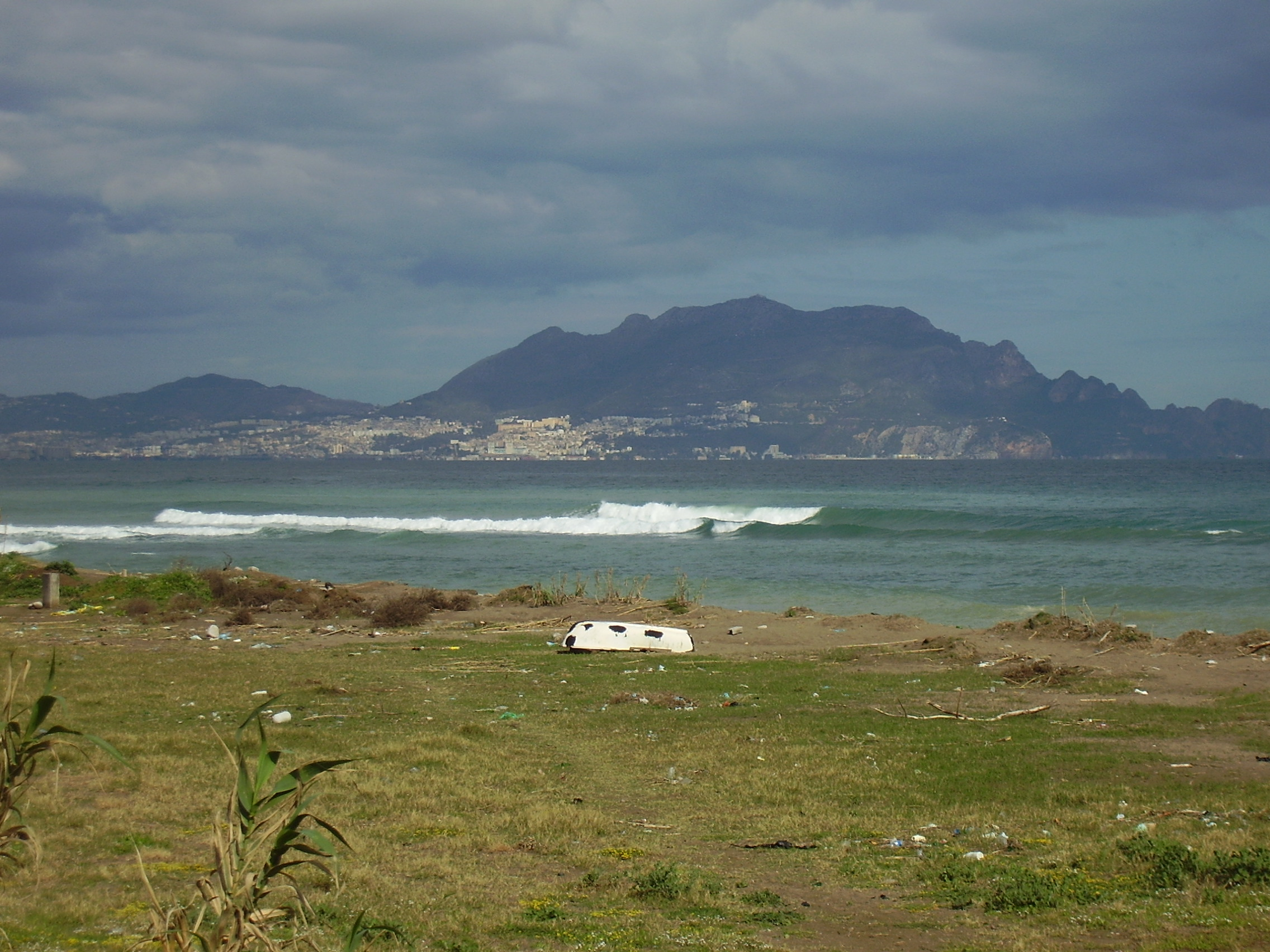
شهر بوگی در پایه کوه یما گورایا.
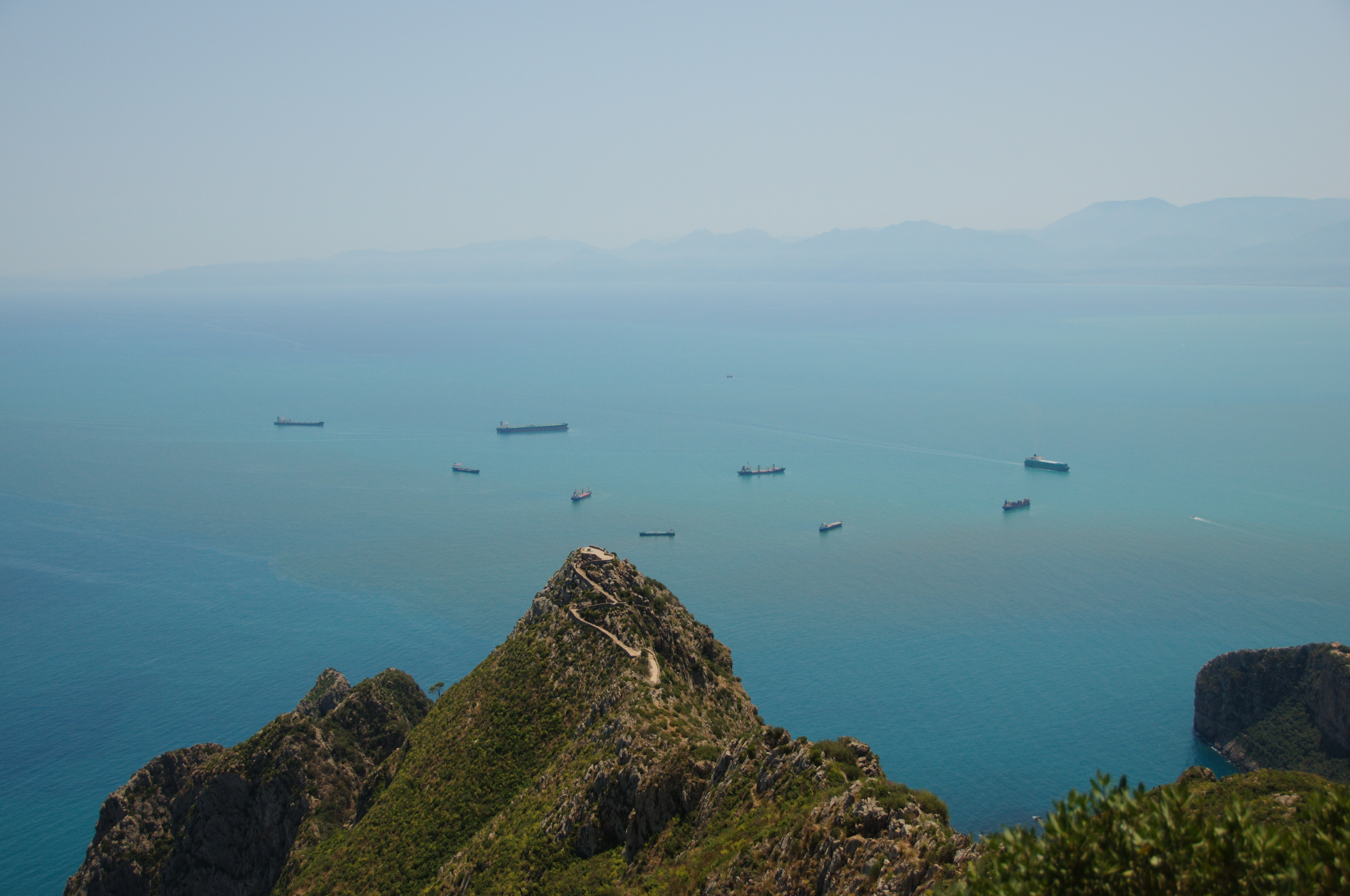
قله میمون‌ها (Pic des singes)، بالاتر از Cap Carbon.